# Ламрім
Ламрім (тиб. Lam Rim — «етапи шляху»)[джерело?] — текстуальна форма керівництва до східців Шляху до повного Пробудження відповідно до вчення Будди, поширена серед тибетських буддистів. В історії тибетського буддизму було багато різних версій Ламрім, представлених різними вчителями шкіл Ньїнґма, Каг'ю і Гелуг. Однак всі версії Ламрім є розвитком фундаментального тексту Бодгіпатхапрадіпа (Світоч на Шляху до Пробудження), написаного в XI столітті видатним буддійським учителем Атішою.

## Історія
Коли Атіша, творець Ламріма, прибув до Тибету з Індії, до нього звернулися з проханням про повне і загальнодоступне викладання вчення, щоб усунути помилкові погляди, якт особливо виникали з очевидних протиріч в сутрах і в коментарях до них. Виходячи з цього прохання, він став викладати вчення в тому вигляді, який став відомий тибетцям, як Ламрім. За це йому згодом віддали почесті Пандита з його альма-матер у Індії, монастирського університету Вікрамашіла. Передача вчення Атішою пізніше стала відома в Тибеті як традиція Кадам (буддизм).
Чернець школи Кадам[джерело?] по імені Гампопа, учень знаменитого йогіна Міларепи, викладав Ламрім своїм послідовникам як шлях поступового духовного розвитку.
Цонкапа, засновник школи гелуг, в рамках якої передається засноване Атішою вчення Кадам, створив свій шедевр із Ламрім: Велике керівництво до етапів Шляху Пробудження (Ламрім-Ченмо), який містить приблизно 1000 сторінок і базується на першоджерелах. Існує також скорочений варіант тексту Цонкапи по Ламрім з 200 сторінок і короткий варіант (Ламрім-дудон), який щодня декламується послідовниками гелуг і складається з 10 сторінок.